# Pine Lakes (Florida)
Pine Lakes es un lugar designado por el censo ubicado en el condado de Lake en el estado estadounidense de Florida. En el Censo de 2010 tenía una población de 862 habitantes y una densidad poblacional de 193,84 personas por km².

## Geografía
Pine Lakes se encuentra ubicado en las coordenadas 28°56′23″N 81°25′50″O / 28.93972, -81.43056. Según la Oficina del Censo de los Estados Unidos, Pine Lakes tiene una superficie total de 4.45 km², de la cual 4.16 km² corresponden a tierra firme y (6.52%) 0.29 km² es agua.

## Demografía
Según el censo de 2010, había 862 personas residiendo en Pine Lakes. La densidad de población era de 193,84 hab./km². De los 862 habitantes, Pine Lakes estaba compuesto por el 93.27% blancos, el 1.04% eran afroamericanos, el 0.23% eran amerindios, el 0.23% eran asiáticos, el 0% eran isleños del Pacífico, el 3.13% eran de otras razas y el 2.09% pertenecían a dos o más razas. Del total de la población el 8.93% eran hispanos o latinos de cualquier raza.